# Bouddhisme en Hongrie

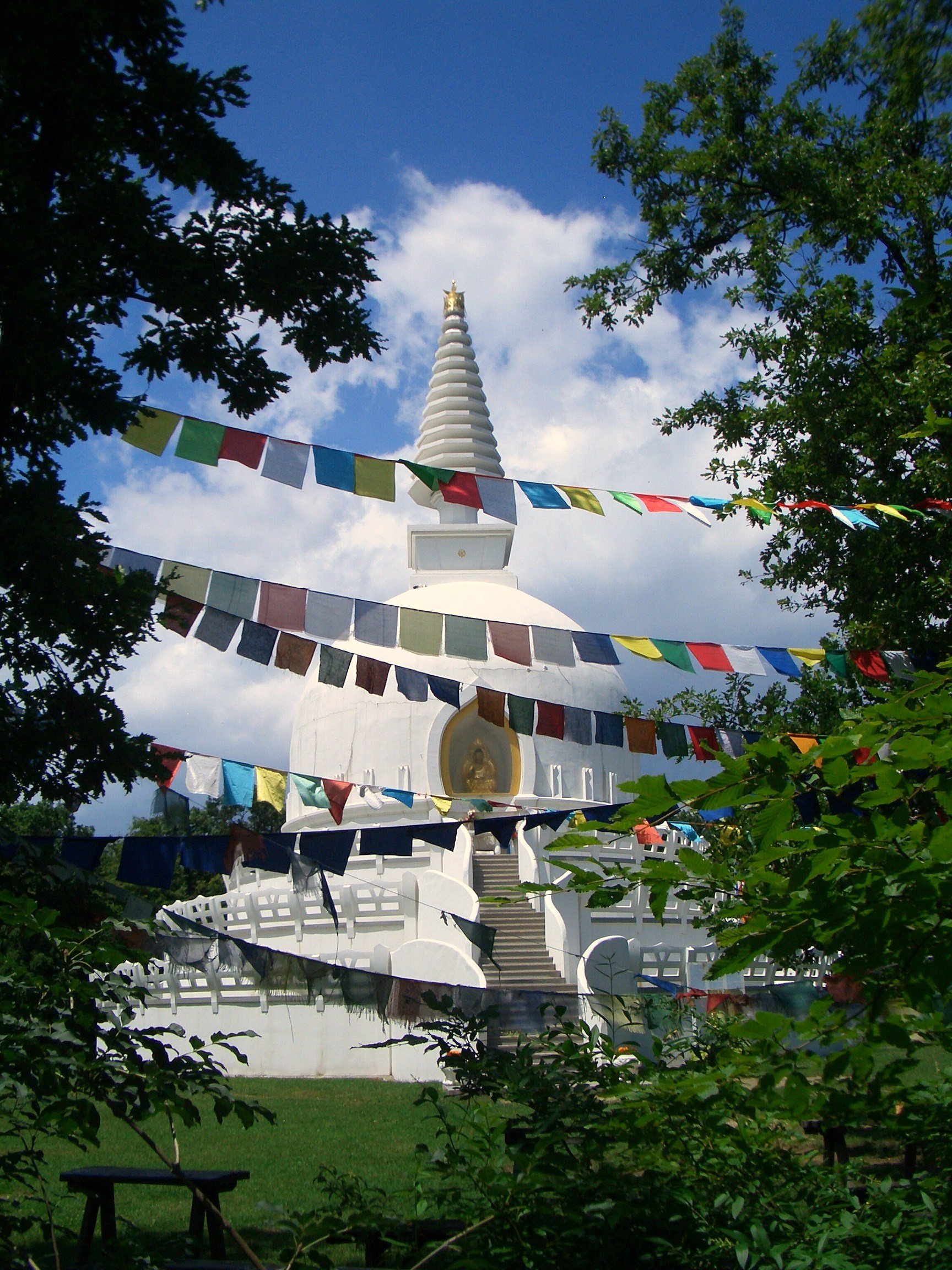
Le stupa de 33 mètres de haut à Zalaszántó

Bouddhisme en Hongrie existe officiellement en Hongrie depuis 1951, lorsque Ernő Hetényi a fondé la Mission bouddhiste en Allemagne, en tant que membre de l’ordre Arya Maitreya Mandala (école Mahayana). Cependant, la première communauté bouddhiste avait déjà été fondée dans les années 1890 à Máramarossziget (aujourd’hui Sighetu Marmației, en Roumanie). József Hollósy a pris refuge et a écrit Buddhista Káté ("Catéchisme bouddhiste") (1893) — le premier catéchisme bouddhiste en hongrois. Selon cela, le dharma est présent en Hongrie depuis plus d’un siècle.
En 1933, le philologue et orientaliste hongrois Sándor Kőrösi Csoma, auteur du premier dictionnaire et de la première grammaire tibétain-anglais, a été reconnu comme un bodhisattva au Japon. En Hongrie, József Hollósy est considéré comme le second bodhisattva.
En Hongrie, le bouddhisme prend plusieurs formes, chacune avec ses propres écoles de pensée indépendantes. Les différentes organisations coexistent assez harmonieusement, mais la communication active entre elles est plutôt faible.
Officiellement, sept stupas ont été inaugurés en Hongrie : deux à Budapest, un à Budakeszi, un à Bükkmogyorósd (Csernely), un à Zalaszántó, un à Tar et un à Becske. Le Stupa de la Paix à Zalaszántó est le plus grand sanctuaire bouddhiste d’Europe, avec une hauteur de 30 mètres et une largeur de 24 mètres.
La Hongrie possède un collège bouddhiste appelé Collège bouddhiste de la Porte du Dharma à Budapest.

## Histoire

### Débuts

Route parcourue par Sándor Kőrösi Csoma

La religion ancestrale des tribus hongroises était le chamanisme, mais il est probable que certaines aient rencontré le bouddhisme lors de leur migration vers l’ouest et que certaines aient adopté le bouddhisme comme religion.
Grâce à la tolérance religieuse du bouddhisme, il était possible de pratiquer deux ou plusieurs traditions à la fois, comme chez les tribus tibétaines et mongoles. Au XVe siècle, un philosophe humaniste, Galeotti, fuyant l’Inquisition, trouva refuge à la cour du roi Matthias Corvinus de Hongrie. Galeotti appelait le Bouddha un « sage indien » et pensait que la capitale du pays, Buda, tirait son nom de lui.
Sándor Kőrösi Csoma, dans l’espoir de retrouver la patrie ancestrale des Hongrois, voulait voyager en Inde via l’Afghanistan, puis au Tibet et en Mongolie. Il atteignit finalement le Ladakh dans le nord de l’Inde. À Zanskar, il fut le premier Européen à visiter la vallée et étudia intensivement la langue tibétaine et le bouddhisme indo-tibétain pendant seize mois avec un lama local, Sangs-rgyas-phun-tshogs. Il fut l’un des premiers Européens à maîtriser le tibétain et à lire deux grandes encyclopédies de la littérature bouddhiste indo-tibétaine, le Kangyur (100 volumes) et le bsTan-'gyur (224 volumes), qui contiennent des traductions de livres bouddhistes venus d’Inde.
Kőrösi Csoma fut nommé bodhisattva à Tokyo en 1933 à l’Université bouddhiste Taisho sous le nom de Csoma Bosatsu,.

### Après Kőrösi Csoma
Le bouddhisme est apparu en Hongrie à la fin des années 1890, lorsque József Hollósy, frère du peintre Simon Hollósy, a pris refuge et écrit Buddhista Káté (1893)... László Mednyánszky travaillait sur les esquisses de l’Arrivée des Hongrois, peinture de Árpád Feszty, à Máramarossziget. József Hollósy dirigeait un cercle bouddhiste qui est devenu une grande influence pour Mednyánszky. En conséquence, il a consacré le reste de sa vie au bouddhisme. Mednyánszky fut le premier artiste hongrois à représenter le bouddhisme par ses choix de couleurs et de thèmes.
Il y avait une autre communauté bouddhiste à Budapest entre 1931 et 1935. Les principales figures étaient László Vágó, commerçant, et Tibor Boromisza, peintre. Leurs sceaux représentaient Bouddha sous une porte székely (porte ornée) entourée d’une épigraphe : « Magyar Buddhisták » (Bouddhistes hongrois).
L’écrivain Géza Gárdonyi croyait aussi en la réincarnation et il a un moment voulu se convertir au bouddhisme,.
La première Sangha officielle de Hongrie a été fondée en 1951 par Ernő Hetényi, ordonné en Allemagne en 1938. La date réelle de la fondation de la Mission bouddhiste hongroise est le 18 février 1952.
L’ordre bouddhiste allemand Arya Maitreya Mandala a été fondé par Lama Anagarika Govinda, voyageur, philosophe, peintre et poète allemand. Cet ordre appartient au Mahayana et ses rites suivent la tradition tibétaine. Ernő Hetényi a été le troisième diplômé de cet ordre. En 1956, la Mission bouddhiste a été déclarée centre d’Europe de l’Est pour promouvoir le bouddhisme dans les pays voisins. La mission visait à représenter toutes les écoles bouddhistes sans partialité. La fondation de l’Institut international de bouddhologie Kőrösi Csoma Sándor à Berlin avait le même objectif. Lors de ses voyages en Orient, Hetényi a visité des monastères en Inde, en Mongolie, en Bouriatie et au Laos. Il a reçu l’ onction de lamas tibétains et mongols et, en 1982, il a été béni par le 14e Dalaï-lama qu’il a rencontré trois fois.
En 1990, en raison de plusieurs problèmes, l’Institut Kőrösi Csoma Sándor a été fermé, mais il a été réorganisé et rouvert par deux grandes figures historiques du bouddhisme hongrois, Dobosy Antal et Takács László. Après cela, des ordres et des écoles bouddhistes ont été ouverts dans tout le pays. La liberté soudaine et le grand nombre d’institutions ont également entraîné une certaine baisse de qualité. De nouveaux livres sont apparus, principalement des traductions de l’anglais. Une grande partie des œuvres de Sándor Kőrösi Csoma reste non traduite à ce jour.

## Lieux

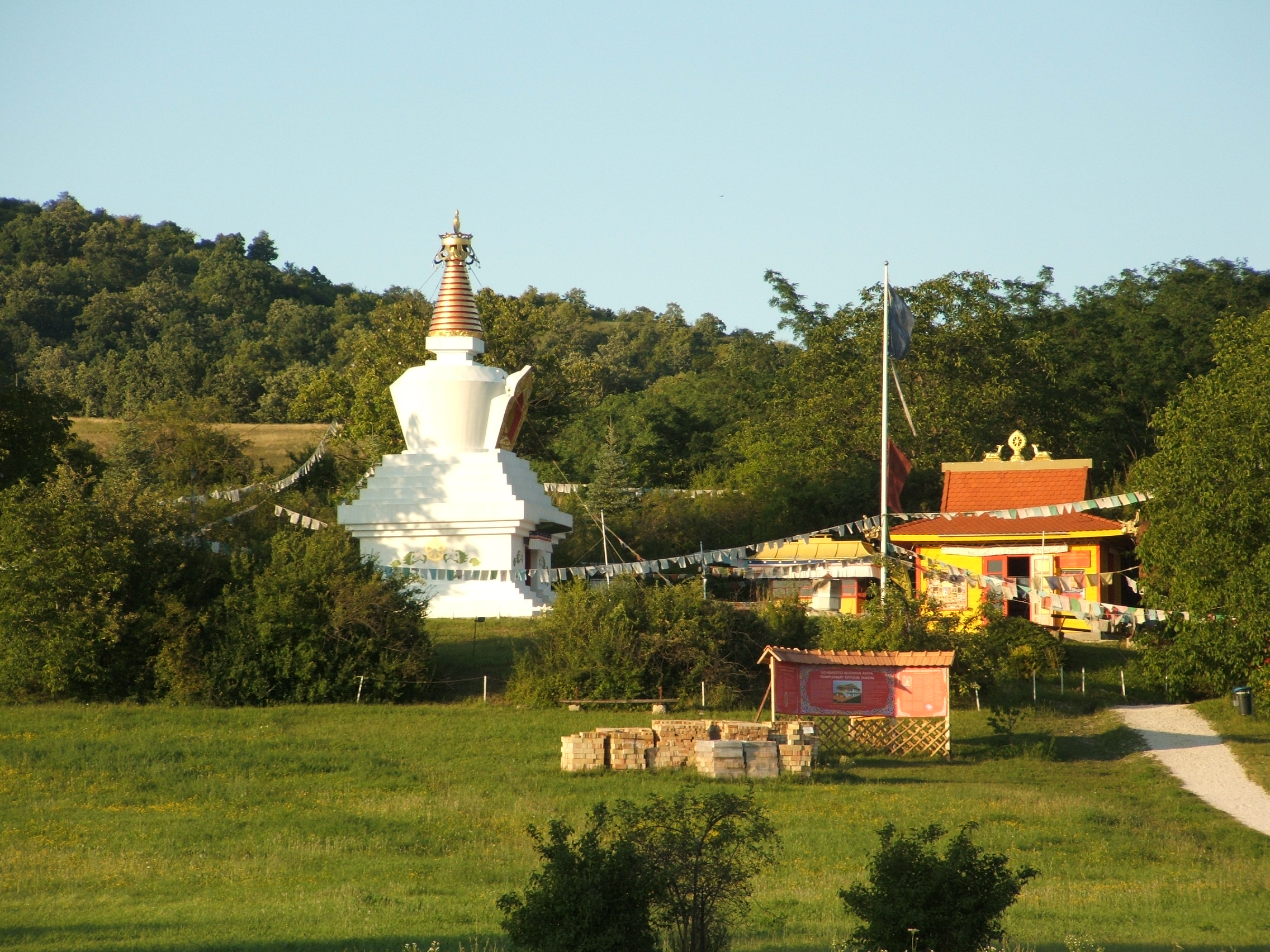
Stupa de Sándor Kőrösi Csoma dans le village de Tar.

Il y a sept stupas en Hongrie jusqu’à présent : deux à Budapest, un à Budakeszi, un à Bükkmogyorósd (Csernely), un à Zalaszántó, un à Tar et un à Becske. Trois d’entre eux peuvent être visités librement par le public : celui de Zalaszántó (le plus grand, dans le comitat de Zala), celui de Tar et le plus récent à Becske (ces deux derniers dans le comitat de Nógrád) ; deux des quatre autres sont à Budapest, un à Budakeszi, et près de Bükkmogyorósd, à Úszón (comitat de Borsod-Abaúj-Zemplén),.
De plus, il y a un stupa à Biri, dans le comitat de Szabolcs-Szatmár-Bereg, construit en 2010.
Le temple zen Hoboji se trouve à Pilisszentlászló,
le temple international zen Von Kvang Sza est près d’Esztergom,
et la maison zen Mokusho est à Szombathely.
Le temple Bu Yi dans le 15e arrondissement de Budapest est le premier temple des bouddhistes chinois de Hongrie.
Le monastère Dhammadipa se trouve dans le village de Bajna, dans une petite vallée, le long de la route entre Bajna et Epöl.

## Visites du14eDalaï-lama en Hongrie
Le 14e Dalaï-lama, Tenzin Gyatso, a visité la Hongrie sept fois : en 1982, puis en 1990, 1992, 1993, 1996, 2000 et 2010.
Sa première visite eut lieu lors de son voyage à Rome (pour rencontrer le pape Jean-Paul II) le 26 septembre 1982. Il a passé la nuit dans la maison d’hôtes du gouvernement de la République populaire de Hongrie. Il a été accueilli au nom du gouvernement par József Marjai, chef du gouvernement hongrois. Dans le salon d’attente de l’aéroport, il a rencontré l’ambassadeur de Mongolie et Ernő Hetényi, fondateur et dirigeant de la Mission bouddhiste hongroise.
Le Dalaï-lama a été invité par plusieurs institutions bouddhistes hongroises et il a rendu visite à la Hongrie du 25 au 30 avril 1990. Pendant son séjour, il a donné l’ onction de Chenrezig à l’Université d’économie Marx Károly (aujourd’hui Université Corvinus de Budapest), et il a donné un sermon dans la basilique Saint-Étienne avec le cardinal László Paskai et d’autres représentants des églises historiquement importantes.
Entre le 20 et le 25 juillet 1992, il a rendu visite à la Hongrie sur l’invitation de l’Église bouddhiste Chan, entre autres. Son discours public au Budapest Sportcsarnok a attiré 4 000 personnes, son enseignement à l’Université Corvinus de Budapest a également été un grand succès auprès des étudiants. Il s’est également rendu dans le village de Tar pour bénir un stupa nouvellement construit de 13 mètres de haut, dédié au 150e anniversaire de la mort de Sándor Kőrösi Csoma.
Un an plus tard, le Dalaï-lama a consacré le stupa de 36 mètres de haut à Zalaszántó, qui est devenu le plus haut bâtiment de ce type en Europe. Le Dalaï-lama a visité la Hongrie les 27 et 28 octobre 1996 et a rencontré plusieurs politiciens, chefs religieux, scientifiques et artistes. Il a signé la Proclamation of Planetary Mind.
Il a donné un discours public au Centre des congrès des bâtisseurs. En octobre 2000, le Dalaï-lama a été invité par l’Université d'Europe centrale et la société d’aide au Tibet. Cette fois, il a rencontré Viktor Orbán, Premier ministre de Hongrie. Le premier jour, il a donné une conférence de presse et a présenté son nouveau livre au Libri Book Palace. Les deux jours suivants, il a donné un enseignement et un discours public au Budapest Sportcsarnok. Le 14 octobre, il a rencontré Asztrik Várszegi, abbé de l’archiabbaye de Pannonhalma, et a également donné un discours.
En 2010, il a donné un enseignement à plus de dix mille personnes à Budapest. Gábor Demszky, maire de Budapest, lui a décerné la citoyenneté d'honneur de la ville.

## Médias

### Radio
La première diffusion officielle de Buddha FM, la première radio bouddhiste en ligne de Hongrie, a eu lieu le 22 septembre 2014 à 6h du matin,. Les fondateurs de la radio sont toutes les communautés bouddhistes hongroises, ainsi que les membres, étudiants et enseignants du Dharma Gate Buddhist College.

## Communautés, organisations et écoles bouddhistes
Liste des principales communautés bouddhistes en Hongrie (par ordre alphabétique) :

### Mahayana
- Église bouddhiste de la Porte du Dharma (1991) – union de cinq communautés bouddhistes
- Collège bouddhiste de la Porte du Dharma (1991)[34] recteur: Gábor Karsai
- Đại Bi tự (大悲寺, 2018)

### Theravada
- Vipassana Hongrie[35]
- Parti Bouddhiste Vipassana[36]

### Bouddhisme tibétain
- Communauté Bouddhiste Voie du Diamant – Lama Ole Nydahl[37]
- Communauté Bouddhiste Tibétaine Hongroise Dharmaling (1989) – Lama Shenphen Rinpoche[38]
- Communauté Bouddhiste Kamala (2003) – Shamar Rinpoche[39]
- Communauté Bouddhiste Khyenkong Karma Tharjay (2007)
- Communauté Hongroise Árya Maitreya Mandala – Mission Bouddhiste[40]
- Communauté Dzogchen Hongroise (2012)[41]
- Communauté Bouddhiste Hongroise Karma-Kagyüpa, Karma Ratna Dargye Ling (1987)[42]
- Communauté Nyingmapa Hongroise (1991)
- Communauté Bouddhiste Mahá Maitrí et Service de Consultation
- Association Artistique Bouddhiste Maitreya Martienne à but non lucratif (1992)[43]
- Église Bouddhiste Mantra Hongroise – Communauté Bouddhiste Drukpa Kagyü Népal-Bhoutan[44]
- Communauté Bouddhiste Sakya Tashi Chöling (1986)[45]
- Sangye Menlai Gedün, Communauté Bouddhiste Guérison du Bouddha
- Part To Help Tibet – Centre Shambhala Tibet (1994)[46]

### Zen
- One Drop Sangha Hongrie (2000)[47] – Zen japonais
- Kvan Um Zen Hongrie (1989)[48] – Zen coréen
- Communauté et Église Zen Lumière Originelle (2011)[49] – Zen coréen
- Église Bouddhiste Chan Chinoise Hongroise (2003) – Zen chinois (Chan)
- Maison Zen Mokusho – Temple Taisendji (2002) – Zen japonais
- Communauté Zen Dharma Gate (1992)[50] – Zen coréen

## Bouddhistes hongrois célèbres

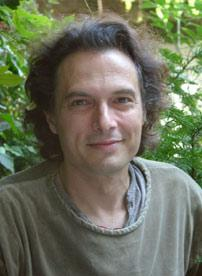
András Laár

- Anita Ábel[51] – actrice, personnalité de la télévision
- Zoltán Bereczki – acteur, chanteur, producteur musical
- Éva Csepregi[52] – chanteuse, actrice, membre de Neoton Família
- János Kulka[53] – lauréat du Prix Kossuth et du Prix Jászai Mari, acteur
- András Laár[54] – humoriste, poète, compositeur, acteur, enseignant bouddhiste
- László Mednyánszky[55] – peintre
- Kristof Steiner (hu)[56] – journaliste, acteur
- Dóra Szinetár[57] – actrice, chanteuse
- Gábor Terebess (hu) – écrivain, traducteur, céramiste, designer de livres, orientaliste